# 演じ屋
『演じ屋』（えんじや）は、2021年7月30日から9月3日までWOWOWプライムでオリジナルドラマとして放送されたテレビドラマ。全6回。主演は奈緒と磯村勇斗。
2024年5月24日より、シーズン2を『演じ屋 Re:act』のタイトルで放送された。全7回。
以下、本稿では便宜上、第1作を「S1」、Season2を「S2」の略称で表記する。

## 概要
本作品は2000年代初頭にインディーズ作品として制作された映画『演じ屋 reDESIGN』の野口照夫が監督・脚本を務め、依頼された役になりきり、家庭内暴力や飲酒運転などの社会問題にも切れ込む「演じ屋」の活躍を描くエンターテイメント作品。

## キャスト

### 主要人物
松田アイカ
演 - 奈緒
依頼された役になりきる「演じ屋」。名刺の名前は松田藍香。松田家ではセイルの歳の離れた姉役を演じている。相澤の仕事中にたまたま現場に居合わせたトモキに「復讐を手伝ってほしい」と頼まれる。その後、トモキを「演じ屋」見習いとして松田家に居候させる。7歳の誕生日に両親と死別した過去がある。
柴崎トモキ
演 - 磯村勇斗
結婚式前日に痴漢の冤罪疑惑をかけられ、仕事も婚約者も失い自殺を図ろうとした際にアイカと出会う。「演じ屋」に、自分が自殺した死亡保険金3千万円を報酬にし、自分を痴漢に仕立て上げた2人に復讐したい、と頼む。復讐後は「演じ屋」見習いとして松田家に居候することになる。

### 松田家（疑似家族）
※ とある客からの依頼で、セイルの家族としてひとつ屋根の下で暮らしている。
松田英太
演 - 笠原紳司
「演じ屋」のリーダー的存在。形式上のセイルの父親。銭ゲバだが意外と家族（松田家）思い。
松田ユリ
演 - 青山倫子
「演じ屋」としてのセイルの母親。
松田新一郎
演 - 藏内秀樹
「演じ屋」としてのセイルの祖父。ユリにゾッコン。
松田セイル〈5〉
演 - 永瀬ゆずな
形式上の英太とユリの娘。乳児期から松田家で育っており、彼女だけ松田家が本当の家族だと信じている。

### 「演じ屋」の関係者
衣笠源二郎
演 - 今井孝祐
「演じ屋」に情報提供する制服警官。「演じ屋」の飼い犬。ドM体質。
相澤俊彦
演 - 袴田吉彦
事あるごとに「演じ屋」に依頼してくるIT企業の社長。毎回、いろんなシチュエーションで人を殺す場面を演じている。アイカ曰く、「演じ屋」がいなければ本当に人を殺してるかもしれない、とのこと。
悠木一真
演 - 中尾暢樹（S2）
「演じ屋」に捜査の手伝いを依頼する若手刑事。
越川則夫
演 - 弓削智久（S2）
悠木とともに捜査を行う実力派ベテラン刑事。
長田顕一
演 - 三浦貴大（S2）
ある事件をきっかけにホームレスになった。
杉本彰良
演 - 尾美としのり（S2）
ホームレスのリーダー的な存在。
長田恵美
演 - 中越典子（S2）
長田顕一の妻。とある事件をきっかけに夫が失踪し、不安な毎日を送る。
深川翔平
演 - 三河悠冴（S2）
NPO法人「ハートフルネット」の若手スタッフとして、ホームレスの援助をしている心優しい青年。
よっちゃん
演 - 殺陣剛太（S2）
ゲイのホームレス。杉本を慕い、今の生活に心地良さを感じている。
遠野葵
演 - 外原寧々（S2）（7歳時：松井彩葉）
目が不自由な女子高生。毎日決まったルートで通学している。
黒鉄広太
演 - かみちぃ（ジェラードン）（S2）
傷害事件で逮捕され、留置所に収容されている。
坪井静香
演 - 愛原実花（S2）
長田恵美の兄嫁。時々、恵美の娘の面倒を見ている。
坪井省吾
演 - 近藤公園（S2）
長田恵美の兄。夫が失踪し、不安を抱える恵美の生活を支えている。

### ゲスト（S1）

#### 第1話、第2話（S1）
深田真由子
演 - 徳永えり
トモキの元婚約者。トモキが痴漢で逮捕されたため破談となる。現在は高校の同級生のタカヒロと付き合い結婚間近。
佐野ミユ
演 - 伊藤萌々香
電車内でトモキから痴漢被害にあったと訴えた女子高生。実は普段からアキラと美人局などをして、男性から金を巻き上げている。
大澤アキラ
演 - 伊藤あさひ
トモキが痴漢していたと証言した乗客。実は普段からミユと2人で男から金を巻き上げている。
タカヒロ
演 - 永岡卓也
真由子の婚約者。真由子とは高校の同級生。外資系企業勤務のエリート会社員。
刑事
演 - 檜尾健太（第1話）
トモキを取り調べる刑事。
美人局の客
演 - 河合寛之（第1話）
ミユとホテルに入り、アキラに金を巻き上げられる。

#### 第3話、第4話（S1）
中里リサ
演 - 島崎遥香
元デリヘル嬢のシングルマザー。店の運転手だった弘也と駆け落ちした。弘也の借金返済のために、女を痛めつけて快感を得る変態客を相手にする仕事をすることになる。
船山弘也
演 - 田中俊介
リサの恋人。元デリヘルの運転手。リサと駆け落ちする際に店の金400万円を持ち逃げしており、さらにデリヘル嬢に手を出した罰金500万円と店を通さず客を取った売上の300万円×2（罰金分）で600万円、合計1,500万円を辰巳から請求される。リサに隠れて、優人に万引きをさせたり虐待している。
中里優人〈10〉
演 - 嶺岸煌桜
リサの息子。弘也から万引きを強要されたり、虐待されている。リサの身を案じている。
原田辰巳
演 - 白川裕二郎（純烈）
リサと弘也が働いていたデリヘル店のケツ持ちヤクザ。弘也の借金を回収するため追いかけてくる。返せないとわかると、高額報酬だが危険な仕事をリサに斡旋する。
辰巳の手下
演 - 池田和樹、大辻賢吾（第3話）、河田知也（第4話）
大家
演 - 塚本一郎（第3話）
リサたちが住むアパートの1階に住む大家。優人に宝くじの当選番号を読んでもらう。
万引き客
演 - 大塚治（第3話）
万引きしたところをアイカに見つかり、「演じ屋」の名刺を渡される。
万引き客
演 - 倉橋秀実（第3話）
万引きして捕まり、アイカに家族として店に迎えに来てもらう。

#### 第5話、第6話（S1）
戸村誠司
演 - 忍成修吾
アルコール依存症患者の断酒会の参加者。アイカの指示でトモキが近づこうとする。実は昔、飲酒運転で事故を起こして若い夫婦を死亡させている。
熊田健一
演 - おかやまはじめ
断酒会の参加者。小料理屋店主。十代の息子を交通事故で亡くし、その後、妻も病死している。家族を亡くしてしばらく酒に溺れていた過去がある。息子と感じが似ているトモキに親近感を覚え、自分の店に誘う。
イチカワ
演 - 橋本一郎（第5話）
アルコール依存症の会の参加者。5年間の断酒に成功し、会社で昇進もし結婚も決まっている。しかし、戸村に誘われて行ったスナックでうっかり酒を飲んでしまった（スリップ）ことで、会社も辞め結婚も破談になる。
ママ
演 - 武藤令子
戸村がイチカワを連れて来たスナックのママ。
スナックの客
演 - 大滝明利
酒に酔ったイチカワに殴られたと金を要求する。
店員
演 - 野澤剣人
熊田の店の店員。あまり気が利かず、客からも心配されている。名前はモリナガ ダイスケ30歳。
熊田の息子
演 - 西本晴紀
十代半ばで無免許運転の車に轢かれて死亡している。
居酒屋の客
演 - 一本気伸吾、田中美登里
熊田の店の常連客。
断酒会進行役
演 - 花ヶ前浩一
断酒会の進行役を務める男性。スリップしないように、と参加者を励ます。
戸村優奈
演 - 野田あかり
誠司の娘。
誠司の妻
演 - 小野瀬侑子（第5話）

杉山紬
演 - 北平妃璃愛

### ゲスト（S2）

#### 第1話（S2）
今岡
演 - 倉田大輔（第2話）
左利きのホームレス。
櫻井貴子
演 - 今藤洋子（第2話）
NPO法人ハートフルネット職員。

#### 第2話（S2）
君塚信人
演 - 宮川浩明（第3話）
区長。
山口
演 - 中野マサアキ（第3話）
モリサカ建設の社員。
相坂光彦
演 - 成松修

陽子
演 - 中川朋香
葵の叔母。
長田果穂
演 - 泉谷星奈（第4話・第6話・最終話）
長田顕一の娘。
通行人
演 - 内藤聖羽
杉本彰良をひったくり犯と間違える。

#### 第3話（S2）
辻元
演 - 大辻賢吾
東京都福祉研修センターの講師。
スタッフ
演 - 谷風作、湊川えみ
区役所のスタッフ。

#### 第4話（S2）
一ノ瀬奈々
演 - 廣岡聖（第5話 - 最終話）
長田顕一の部下。元カレに付きまとわれていると長田に護衛を依頼していたが、後に自宅で刺殺された。
鶴田昌弘
演 - 富田健太郎（第5話・第6話）
一ノ瀬奈々の元カレとされた男。実は女性に興味のないゲイの友達だった。
警官
演 - 村井崇記（第5話）、渡部大輔（第5話）

#### 第5話（S2）
ちあき
演 - 山口智恵
黒鉄広太の母。
山田
演 - 三島ゆたか
ちあきの彼氏。居酒屋で新一郎の財布を盗む。

#### 第6話（S2）
平本
演 - 秋元貴秀
越川の同僚刑事。

## スタッフ
- 監督・脚本 - 野口照夫
- 音楽 - 花岡拓也
- 主題歌 - Hilcrhyme「ドラマ」（Universal Connect）[6]
- プロデューサー
  - S1 - 二宮崇昌、丸田順悟、渋谷恒一
  - S2 - 二宮崇昌、平田樹彦、渋谷恒一
- 制作協力 - ダブル・フィールド
- 製作著作 - WOWOW

## 放送日程
| 各話  | 放送日 / 配信日 | サブタイトル |
| ----- | --------------- | ------------ |
| 第1話 | 7月30日         | 第一話       |
| 第2話 | 8月06日         | 第二話       |
| 第3話 | 8月13日         | 第三話       |
| 第4話 | 8月20日         | 第四話       |
| 第5話 | 8月27日         | 第五話       |
| 第6話 | 9月03日         | 最終話       |

| 各話  | 放送日 / 配信日 | サブタイトル |
| ----- | --------------- | ------------ |
| 第1話 | 5月24日         | 第一話       |
| 第2話 | 5月31日         | 第二話       |
| 第3話 | 6月07日         | 第三話       |
| 第4話 | 6月14日         | 第四話       |
| 第5話 | 6月21日         | 第五話       |
| 第6話 | 6月28日         | 第六話       |
| 第7話 | 7月05日         | 最終話       |

## 漫画
『演じ屋 〜逆転のシナリオお売りします〜』（原作：野口照夫、漫画：とどろきゆうき）
ドラマに先行して2021年6月よりウェブ漫画サイト『めちゃコミック』にて連載中。公式YouTubeチャンネル『こみっちゃ! by めちゃコミック』にて、漫画版の一部がボイスコミック化もされた。